# Zum Guten Hirten (Schwarme)

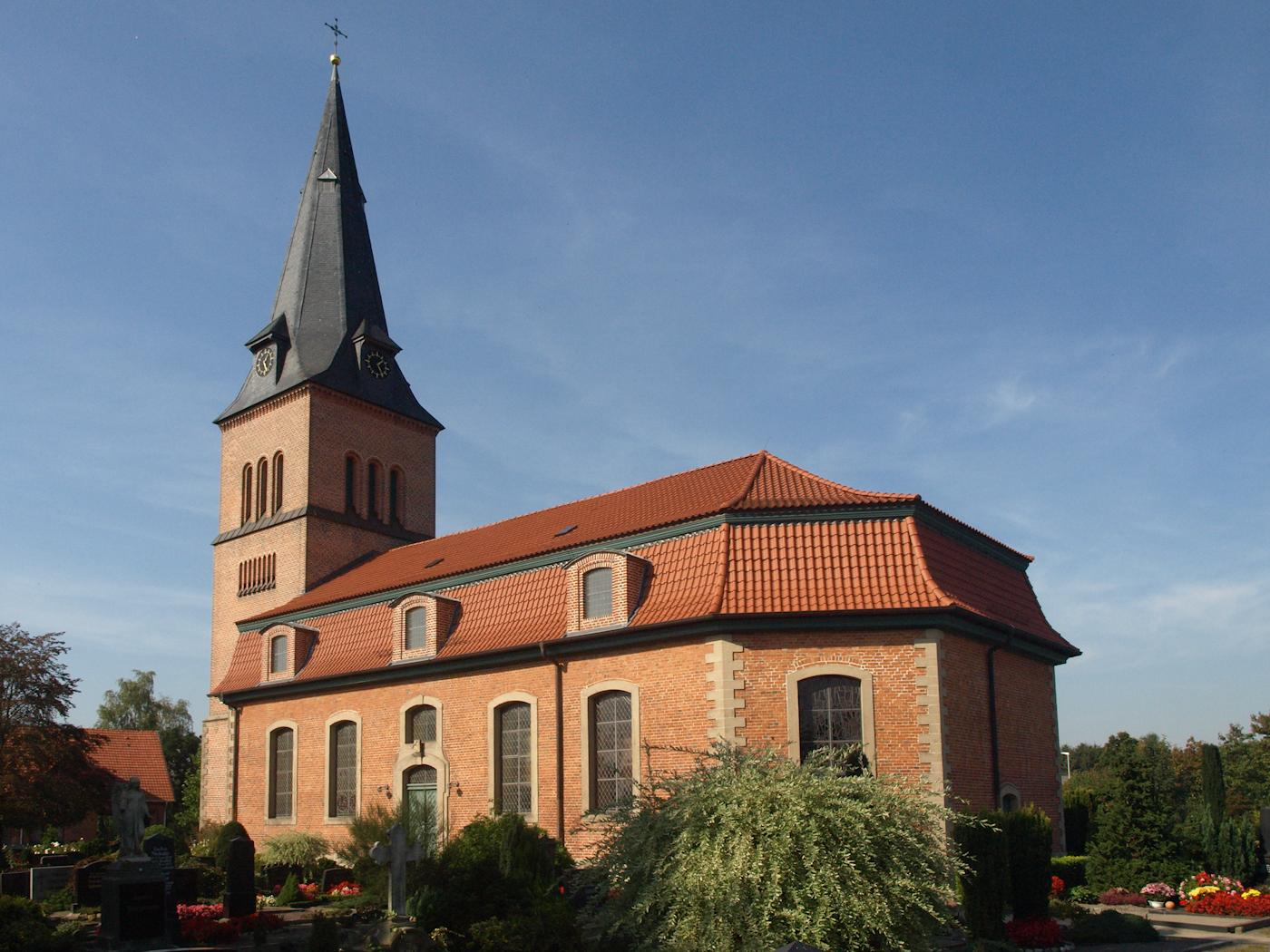
Zum Guten Hirten

Die evangelisch-lutherische denkmalgeschützte Kirche zum Guten Hirten steht in Schwarme, einer Mitgliedsgemeinde der Samtgemeinde Bruchhausen-Vilsen im Landkreis Diepholz von Niedersachsen. Die Kirchengemeinde Martfeld gehört zum Kirchenkreis Syke-Hoya im Sprengel Osnabrück der Evangelisch-lutherischen Landeskirche Hannovers.

## Beschreibung
Eine Kapelle existierte bereits im 13. Jahrhundert. Mit dem Bau der spätbarocken Saalkirche aus Backsteinen wurde 1778 begonnen. Die Ecksteine und die Laibungen der Fenster und des Portals im Süden sind aus Sandstein. Das Langhaus und der dreiseitig abgeschlossene Chor sind mit einem Mansarddach bedeckt, das auf jeder Längsseite 3 Dachgauben hat. Der Kirchturm steht im Westen. Sein oberstes Geschoss mit den Triforien als Klangarkaden und der spitze, schiefergedeckte Helm wurden erst 1879 errichtet. 
Der Innenraum hat an drei Seiten Emporen und ist mit einem hölzernen Tonnengewölbe überspannt. Die Kirchenbänke und die Priechen wurden 1782 eingebaut. Unter der Kanzel des Kanzelaltars von 1783 hängt ein Bild über das Abendmahl Jesu. Das Taufbecken rechts des Altars stammt ca. von 1960. Die Bleiglasfenster im Chor zeigen in jeweils acht Stationen das Leben, Leiden und die Auferstehung Jesu Christi. 1954 wurde die Orgel von Paul Ott neu gebaut. Ihren Namen trägt die Kirche seit Mitte der 1980er Jahre, weil auf der Südseite des Kirchenschiffs in einem Bleiglasfenster Jesus als Guter Hirte dargestellt ist.